# 学会

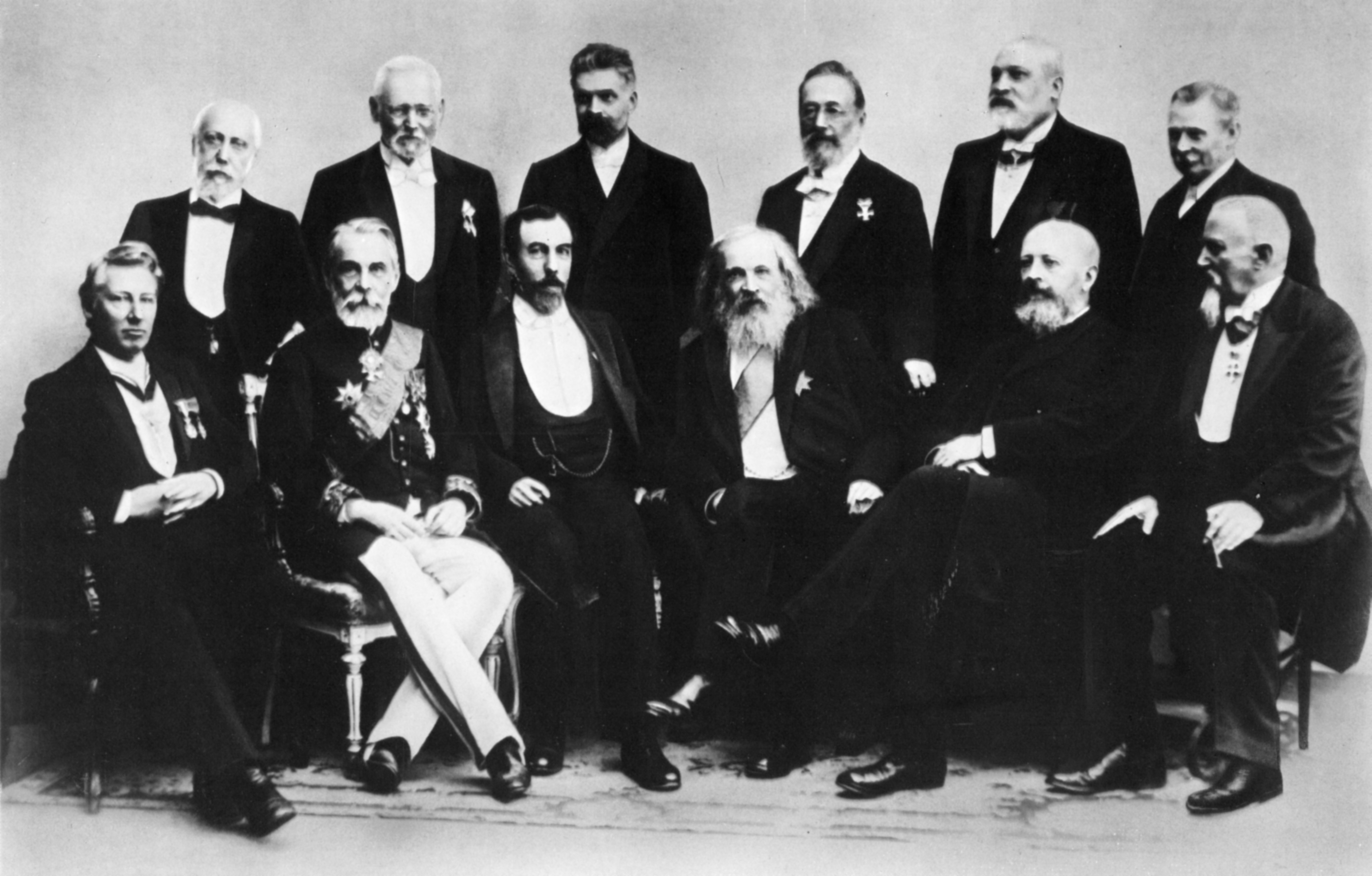
200周年記念を迎えたベルリン・アカデミー

学会（がっかい、英語: learned society、scholarly society、academic associationなど）は、学問や研究の従事者らが、自己の研究成果を公開発表し、その科学的妥当性をオープンな場で検討論議する場である。また同時に、査読、研究発表会、講演会、学会誌、学術論文誌などの研究成果の発表の場を提供する業務や、研究者同士の交流、文化団体として学者の利益を代表するなどの役目も果たす機関でもある。

## 概要
日本において国が公的学会に指定しているのは、政府の諮問機関である日本学術会議の「日本学術会議協力学術研究団体」である。そのため、大学・研究機関によっては、公費出張による学会参加を日本学術会議協力学術研究団体の学会に限定する場合がある。
日本学術会議は、学会の申請を受けて審査し、下記の3つの要件を満たす学会を日本学術会議協力学術研究団体として認定する。
1. 学術研究の向上発達を図ることを主たる目的とし、かつその目的とする分野における「学術研究団体」として活動しているものであること
2. 研究者の自主的な集まりで、研究者自身の運営によるものであること
3. 構成員（個人会員）の数が100人以上であること
  - 「学術研究団体の連合体」の場合は、3つ以上の「協力学術研究団体」を含むものであること。ただし、連合体に「協力学術研究団体以外の団体」が含まれている場合は、各団体が上記3. 以外の1. および2. の要件を満たしていることが求められる

なお、要件における「研究者」とは、人文・社会科学から自然科学までを包含するすべての学術分野において、新たな知識を生み出す活動、あるいは科学的な知識の利用及び活用に従事する者と定義されている。
学会には、社団法人化しているものも多い（しかし法人格を持つ学会の全部について国の公的認知があるとは限らない）。また法人化、法人化後ともに事務手続きが煩瑣になるので、中規模以下の学会では任意団体にとどまっているものも少なくない。
学会活動は原則として研究者のボランティアであり、学会役員に就任してもほとんどの学会では役員手当の類は支給されない。
学会は一般には全国の研究者を対象とするが、地域単位や大学単位で、その地域内の研究者や大学内の教員・学生・卒業生の研究・交流組織として学会が存在することがある。この種の学会は、○○（地名）××学会、△△大学□□学会と頭に地名、大学名をつけることが多い。
近年、課程博士取得が増加するにつれて、博士号授与資格のある大学では、全国学会での最低一回の口頭発表を学位論文提出資格の一つとしているところもある。

### 学会員
学会の会員は一般に学会員（がっかいいん）と呼ぶ。
学会では、一般に会費を徴収し、会員としての権利を付与する。学会員の種別として正会員、名誉会員、賛助会員、団体会員、準会員、学生会員といった区別を設ける場合もあり、各種特典を区別する場合もある。
入会に当たっての条件は各学会により様々であり、特定の資格や専門性を有する者のみに限る学会がある一方で、当該分野に関心を持つ者であれば誰でも入会できる学会もある。

### 研究会
学会に類似するものに研究会がある。研究会は学会に比べ規模が小さく流動性も大きいが自由度も高い。学会は発表時間が厳しく制限されるが、研究会は発表時間・討論時間ともかなり自由であることが多い。学会はその存在を公開しているが、小規模な研究会の中には、その存在を公開せず少人数の研究者の自己研鑽の場としているものもある。一般に、学会での成果発表の方が研究会よりも「業績」として高く評価される。一方で、大規模な研究会のなかには学会化するものもある。社団法人現代風俗研究会のごとく、「研究会」の名称のまま著名になり法人格を得た例もある。

## 学会発表
学会発表は、学問や研究の従事者が、方法論を明らかにし、それを用いた成果の事実およびその進歩性を、学会の全国大会などで口頭発表する形をとる。事前に査読を実施するものもある。
発表時間は学会によって異なるが、概して20分-30分程度と短く、発表者は内容を整理して発表することが求められる。発表後には質問時間が設けられ、聴衆の会員から発表内容に関する質問を受け付けるのが普通である。学会発表は研究業績として認められ、大学・研究機関の採用・昇格人事などの判定資料の一つとなる。（ただし論文のほうが業績として高く評価される。）また、発表定員の関係などで、大会会場内の教室・掲示板に研究内容を掲示し、指定時間に発表者がそこで質問等を受け付けることもある。これをポスター発表といい、学会発表と同格に扱われる。
方法論の新規性について特許権を得たい場合には、その公開前に出願手続きを済ませるなどする必要がある。発表論文の著作権は学会に譲渡する場合が多い。これらは学会誌投稿論文でも同様である。

## 学会誌
会員の研究成果発表のために学会誌を発行することは、学会の主要な機能の一つである。学会誌は学術雑誌とみなされる。学会誌は学術刊行物として、政府機関から学術助成金が出ている場合もある。学会誌は、投稿論文を主な内容とする場合が多い。投稿資格はその学会会員に限定されるのが普通である。投稿原稿は、投稿者氏名を削除して複数の匿名の研究者によって掲載に値するかどうか審査される。これを査読という。査読により、掲載可、書き直し、掲載不可などの判定がなされる。学会誌によっては、論文よりランクが低い研究ノートを設け、論文としては掲載できない投稿を研究ノートとして掲載する場合もある。学会誌掲載論文、特に全国学会誌掲載論文は、一般に研究業績として高く評価される。

## 歴史

### 背景
学会の起源は、中世 - ルネサンス期のヨーロッパで、保守的な大学に反発した知識人が各々で集まって行った情報交換の場である。17世紀の研究者たちは、自然に関する新しい事実を見つけるための実験を行ない、新しい理論を構築することを目指した。しかしそれは単独では困難であり、可能な限り多く人がを結集して互いが協力して行動することが不可欠だった 。そのためフランシス・ベーコンの考えを引き継いで、個人では行いにくい実験や観測を協力して行ったり情報交換したりすることが始まった。そして近代的な観測は、定量的な計測とその記録から始まった。
当時の自然研究者たちや実験家たちは、上記のように互いに協力して実験したり、情報を交換したりするためにグループを結成した。それには17世紀にヨーロッパに広く整備され発展した郵便制度が、大きく貢献した。そのようなグループは次第に組織化されて学会（アカデミーやソサエティ）となっていった。さらにそうしたいう学会は、会員による発見などを発表する場や会報などの定期刊行物の仕組みを整備していった。これは会報などを通して批評、批判、反論を行う公開の機会を提供し、訂正や情報提供の依頼、研究計画の告知などにも使われた。こういった公開の議論や告知は発見の剽窃を防止し、発見を秘匿するための研究者の孤立化を防いでヨーロッパの知的研究の向上に寄与した 。

### ヨーロッパ大陸の学会
15世紀頃から学問が盛んになると、教育機関となってしまった大学に代わって学会やアカデミーが研究機関の原型として整い始めた 。1474年にイタリアのフィレンツェにおいて、メディチ家によって「プラトン学院（Accademica Platonica）」が創設された。これが学術的な情報交換を目的とした集まりの始まりとされており、主に古典文献研究が目的だった。その後自然科学研究の隆盛とともに、その情報交換を目的として1603年にモンティチェリ公フェデリコ・チェージ（Federico Cesi）が、山猫の目のような鋭い具眼の持ち主を目標にするという趣旨で、ガリレイなどの自然科学の研究者や愛好家を集めてローマに「山猫アカデミー（Accademia dei Lincei）」を設立した 。
イタリアでは、1657年にトスカーナ大公フェルディナンド2世・デ・メディチ（Ferdinando II de' Medici）とその弟レオポルド（Leopoldo de' Medici）が、ガリレイの精神を継承していくためにトリチェリなどを擁した「実験アカデミー（Accademia del Cimento）」を作った。
フランスのパリでは1630年代から、数学や音楽の研究を趣味とする司祭メルセンヌ（Marin Mersenne）が多くの研究者を集めて、自然科学について自発的に研究集会を開くようになった。これは「メルセンヌ学会（L'Académie de Mersenne）」と呼ばれた。フランスの大臣コルベールは、イギリスの王立学会に刺激を受けて公式の科学学会を組織すべきと国王ルイ14世に進言した。その結果、1666年にパリに「王立科学アカデミー（ l'Acadmie Royale Des Sciences ）」が誕生した 。

### イギリスの王立学会
ロンドンでは、1645年頃から数学者ウォリスらが中心となって新しい科学に興味を持つ人々がグループを作って、新しい知識を集めて議論、考察する活動を始めた。このグループの一部は清教徒革命などの政争の影響でオックスフォードに移り、1649年頃からオクスフォードグループと称された。1660年に国王チャールズ2世の復帰によって王政が再開されると、オックスフォードグループはロンドンのグループと合流して、ロンドンのグレシャム・カレッジで会合を持つようになった。このグループは1662年に国王による勅許を得て王立学会（Royal Society）を設立した。国王は名称の利用を認めただけで学会の運営は国王とは独立していた。
王立学会の活動の特徴は、1665年以降「哲学紀要（The Philosophical Transactions of the Royal Society）」を定期的に出版したことである。王立学会は勅許があるため、このような出版物も国の検閲を受けずに発行することができた。この紀要はイギリスだけでなくヨーロッパ中からの報告を掲載し、また発見の告知、先取権の確立、論争の展開を通して、今日の学術論文の元となった。19世紀の生物学者トマス・ハクスリー（Thomas Huxley）は、この紀要の役割についてこう述べている。"もし哲学紀要を除く全世界のすべての本が破壊されたとしても、物理科学の基盤は揺るがず、過去200年間の膨大な知的進展についての記録は、完全とは言えないまでも、ほとんどが手元に残ると言って差し支えない" 。

### 学会の活動例
このような学会は自ら企画して実験や観測を行った。その例として、気象測器を作成しての気象観測網の構築がある。イタリアの実験アカデミーは活動の一つとして、温度計、気圧計、湿度計をつくらせ、7地点からなる初めての気象観測網を作って温度、気圧、湿度、風、空の状態を観測した。フランスの王立科学アカデミーはパリで気象観測を行い、1688年からアカデミーの紀要（memoirs）に気圧、気温、降水量を掲載した。イギリスの王立学会のロバート・フックは1663年にその気象観測網に「気象誌の作成方法（A method for making the history of the weather）」を提案して、気象測器を開発するとともに観測法の統一を図った 。王立学会の気象観測網は18世紀に入ると北ヨーロッパ、インド、北アメリカに広がり真の意味で初めての国際的な気象観測網となった。
しかし、18世紀に科学が発展して学会の活動分野が広がってくると気象観測網の維持は困難となった。そのため、18世紀末になるとパラティナ気象学会など気象専門の学会や活動組織が整備されるようになった。

## 学会ではない「学会」
学会としての機能を持っていない団体・集団が「...学会」と自称している場合もある。そう名乗ることがふさわしいと信じている場合、単に権威付けを狙っている場合など、その理由は様々であると考えられる。中には「と学会」のように単なる冗談やコミュニティーで名付けている例もある。（少なくとも日本では）「学会」と名乗ることに対して規制や資格は存在しない。
また、日本では宗教法人の創価学会を単に「学会」と呼ぶこともある。同会では構成員（信者）を「学会員」と呼ぶ。